# Enrico Panzacchi

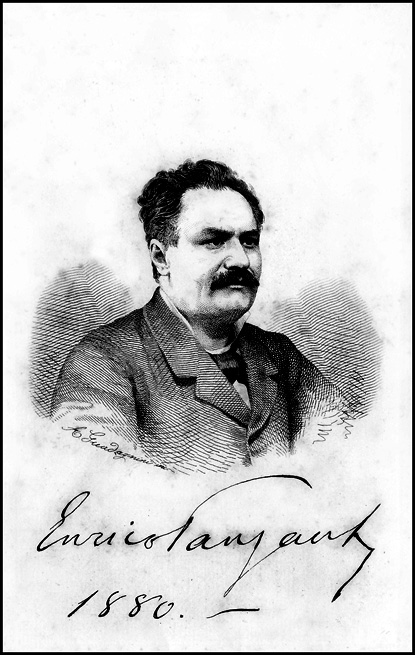
Enrico Panzacchi

Enrico Panzacchi (* 16. Dezember 1840 in Ozzano dell’Emilia, Bologna; † 5. Oktober 1904 in Bologna) war ein italienischer Dichter, Kunstkritiker und Politiker.

## Leben und Werk
Enrico Panzacchi erhielt die höhere Schulbildung am Seminar in Bologna unter dem späteren Kardinal Francesco Battaglini, dann studierte er in Bologna zunächst Jurisprudenz, wechselte dann nach Pisa, um bei Pasquale Villari Philosophie und bei Alessandro D’Ancona Philologie zu studieren und 1865 mit der laurea abzuschließen. Er wurde 1866 zum Professor der Geschichte am 1865 nach Domenico Alberto Azuni benannten Liceo (Gymnasium) von Sassari ernannt. 1867 wurde er nach Potenza versetzt, aber nach wenigen Monaten erhielt er die Professur der Philosophie am Liceo Luigi Galvani. Panzacchi gründete die Rivista bolognese di scienze, lettere, arti e scuole, in deren ersten Band bereits ein Beitrag von Giosuè Carducci erschien. 1872 wurde er zum Professor der Kunstgeschichte an der Akademie der schönen Künste in Bologna und einige Jahre später zu deren Direktor ernannt. Seit 1895 war er ordentlicher Professor der Ästhetik und Kunstgeschichte an der Universität.
Panzacchi wurde in Italien als Dichter und Kunstkenner sehr geschätzt und als Lyriker von manchen mit François Coppée verglichen. Ruhm erlangte er auch als Redner. Eine enge Freundschaft verband ihn mit Giosuè Carducci, der ihn auch in der Lyrik beeinflusste. Man findet in Panzacchis Dichtungen eine zarte, sinnige Stimmung, schöne Naturschilderungen und mitunter auch den echten Volkston, ganz besonders aber musikalisches Gefühl. In seinen Erzählungen schildert er mit Vorliebe die Lichtseiten des Daseins und bildet so einen Gegensatz zu den Naturalisten. Ferner schrieb er Prosa in elegantem, musikalisch-fließendem Stil. Er verfasste u. a. folgende Werke:
- Lyrica. Romanze e Canzoni, Bologna 1877; 3. Auflage 1882
- Racconti e liriche, 1882
- Racconti incredibili e credibili, Rom 1885
- Nuove liriche, Mailand 1888
- I miei racconti, Erzählungen, Mailand 1889; 6. vermehrte Auflage 1900
- Rime novelle, Bologna 1898
- Cor sincerum. Nuove liriche, Mailand 1902

Seine zahlreichen in Zeitschriften veröffentlichten Aufsätze und Kritiken gab er teilweise gesammelt unter folgenden Titeln heraus:
- Teste quadre, Bologna 1881
- Critica spicciola: a mezza macchia, Rom 1886
- Nel mondo della musica: impressioni e ricordi, Florenz 1895
- Saggi critici, Essays, 1896
- Nel campo dell’arte, Bologna 1897
- Morti e viventi, Catania 1898
- Conferenze i discorsi, 1898

Außerdem interessierte sich Panzacchi für Musik und verfasste als glühender Wagnerianer eine Schrift über diesen berühmten Komponisten, die 1883 in Bologna unter dem Titel Richard Wagner, ricordi e studi herauskam. Mit seinem Lustspiel Villa Giulia erlangte er nur einen Achtungserfolg. Seine Prosa wurde 1913 von Giuseppe Lipparini, eine Gesamtausgabe seiner Dichtungen wurde 1908 mit einem Vorwort von Giovanni Pascoli herausgegeben.